# Hélio Castroneves
Hélio Castroneves   (São Paulo, 10 de maig de 1975) és un pilot d'automobilisme brasiler que competeix en les IndyCar Series i que anteriorment ho va fer en les Champ Car World Series.
És un dels quatre pilots empatats amb més victòries a les 500 Milles d'Indianapolis (4, en els anys 2001, 2002, 2009 i 2021), a més de quedar segon en les edicions de 2003, 2014 i 2017.

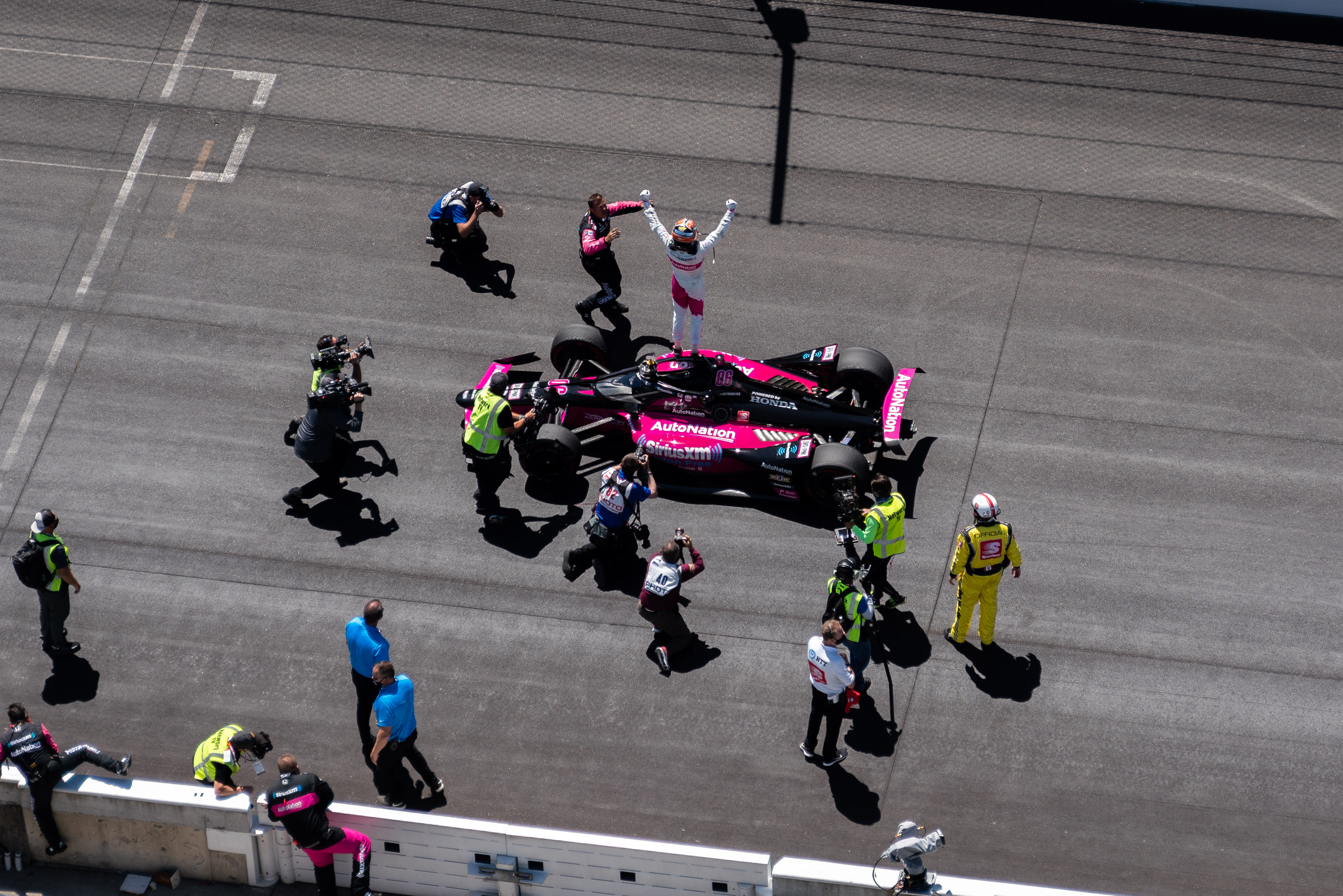
Castroneves celebrant el seu 4t triomf a Indianapolis, el 31 de maig de 2021.